# Parafianowo (Litwa)
Parafianowo (lit. Parapijoniškės; pol. hist. Parfianowo) – wieś na Litwie, w okręgu wileńskim, w rejonie wileńskim, w gminie Rudomino, przy drodze krajowej 106.
Współcześnie w skład miejscowości wchodzą także dawne folwarki Michałowo Kwietniowskie i Porudomino (lub Porudomino Małe).

## Historia
Folwark, po odzyskaniu przez Polskę niepodległości w 1918, nazwany został na cześć Jana Kajetana Parfianowicza – zmarłego w 1916 powstańca styczniowego, sybiraka, właściciela folwarku Michałowo Kwietniowskie i fundatora kościoła w Rudominie.
W dwudziestoleciu międzywojennym folwark leżący w Polsce, w województwie wileńskim, w powiecie wileńsko-trockim, w gminie Rudomino. W 1931 miejscowość liczyła 18 mieszkańców, zamieszkałych w 1 budynku.
Po II wojnie światowej w granicach Związku Sowieckiego. Od 1991 na niepodległej Litwie.

## Miejsce pamięci
W polu obok wsi znajduje się zbiorowa mogiła 3 żołnierzy 3 Wileńskiej Brygady Armii Krajowej, poległych w początkach lipca 1944.